# Andrea Miglionico
Andrea Miglionico (Miglionico, 30 novembre 1662 – Ginosa, 1711) è stato un pittore italiano.

## Biografia e opere

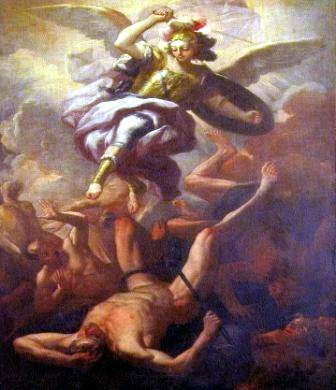
San Michele Arcangelo precipita il demonio - Chiesa del Purgatorio di Irsina

Nel 1689 si trovava a Napoli ed era iscritto alla corporazione dei pittori; si formò dunque alla scuola di Luca Giordano presumibilmente prima del 1692, anno in cui quest'ultimo partì per la Spagna. È considerato un portavoce della pittura del Giordano nelle zone periferiche della Campania, della Puglia e della Basilicata, luoghi in cui operò e che conservano tuttora molte sue opere, aventi quasi esclusivamente soggetto religioso in quanto commissionate prevalentemente da ordini religiosi.
Risale al 1693 il primo documento relativo a un dipinto da lui effettuato per la cappella di San Giacomo a Mugnano di Napoli; tuttavia le due uniche tele attribuite con certezza al Miglionico esistenti ancora oggi a Napoli e dintorni sono la Pentecoste nella Chiesa di Sant'Antonio a Tarsia e I Santi Francesco di Paola, Agata e l’Addolorata che adorano il Crocifisso nella Chiesa di Santa Maria della Concordia. Sempre in Campania eseguì sei tele per la chiesa di San Michele a Sant'Andrea di Conza, nelle quali è stata rilevata anche l'influenza del Solimena, mentre due tele datate 1695 si trovano sul soffitto della chiesa della Santissima Trinità a Baronissi.
In Puglia l'artista eseguì numerose opere, in particolare diverse pale d'altare a Putignano, Acquaviva delle Fonti, Altamura, Castellana e Bari; in quest'ultima città operò anche nella Chiesa di Santa Teresa dei Maschi dipingendo diverse tele tra cui l'Apoteosi di Santa Teresa. Sue opere si trovano inoltre nella chiesa di Santa Teresa a Bitonto e nella chiesa di Santa Chiara a Nardò.
Anche in Basilicata, sua terra natale, si trovano diverse opere del Miglionico, in particolare a Irsina, dove nella chiesa del Purgatorio vi è una tela raffigurante San Michele Arcangelo e una Madonna del Carmine. Nella chiesa di Sant'Agostino sempre a Irsina vi è la tela delle Nozze di Cana risalente ai primi anni del Settecento; in questa tela, considerata un bozzetto preparatorio di un quadro di dimensioni maggiori, è riscontrabile anche una certa influenza che l'opera del Miglionico ricevette dallo stile veneto di Paolo Veronese. Al suo fianco un S. Giuseppe e Gesù Bambino che trova eco nel S. Giuseppe della Visitazione situato nella Concattedrale del paese. Infine nella concattedrale di Santa Maria Assunta vi sono la già menzionata tela della Visitazione, con la Vergine Maria raffigurata in un affettuoso saluto verso Santa Elisabetta, l'Adorazione del Bambin Gesù, con Sant'Anna protesa verso un Bambin Gesù tenuto tra le braccia della Vergine, e una Madonna in gloria e SS. Battista, Lorenzo e Chiara.
La data e il luogo del decesso di Andrea Miglionico non sono chiare: secondo alcune fonti morì a Ginosa nel 1711, invece nel libro dei morti presso l'archivio vescovile di Irsina il Canonico don Giuseppe Antonio Mangieri attesterebbe che la morte sia avvenuta in Montepeloso il 10 agosto del 1718. Egli sposò in Napoli Margherita Floccari ed essi ebbero in Montepeloso 5 figli, come dai libri parrocchiali di Battesimi e Cresime: Teodora, Hjeronimo, Jacobus, John Batta, Michele Angelo.